# 아르키
아르키(이탈리아어: Archi)는 이탈리아 아브루초주 키에티도에 있는 코무네이다.